# Wysokość trójkąta

Trójkąt i jego wysokości przecinające się w tzw. ortocentrum.

Wysokość trójkąta – najkrótszy odcinek łączący jeden z wierzchołków trójkąta z prostą zawierającą przeciwległy bok trójkąta, zwany podstawą. Słowem wysokość określa się również długość tego odcinka.
Wysokość jest zawsze prostopadła do prostej zawierającej podstawę. Punkt przecięcia wysokości z podstawą nazywa się spodkiem wysokości. Powstaje on w wyniku rzutu prostokątnego wierzchołka na podstawę.
Każdy trójkąt ma trzy wysokości. W trójkącie ostrokątnym wszystkie mają odcinek wspólny z wnętrzem trójkąta, w trójkącie prostokątnym dwie z jego wysokości zawierają przyprostokątne, a w trójkącie rozwartokątnym wysokości poprowadzone z kątów ostrych przecinają go tylko w wierzchołku. W trójkącie równobocznym o boku {\displaystyle a} długości wszystkich wysokości są równej miary, która wynosi {\displaystyle {\tfrac {a{\sqrt {3}}}{2}}.}

## Konstrukcja
1. Nakreślić okrąg o środku w danym wierzchołku trójkąta i promieniu tak dużym, aby przeciął on podstawę w dwóch punktach {\displaystyle A,B} (większym niż odległość do tej prostej).
2. Skonstruować symetralną odcinka {\displaystyle AB.}

## Twierdzenie o wysokościach trójkąta
Proste zawierające wysokości dowolnego trójkąta przecinają się w jednym punkcie.

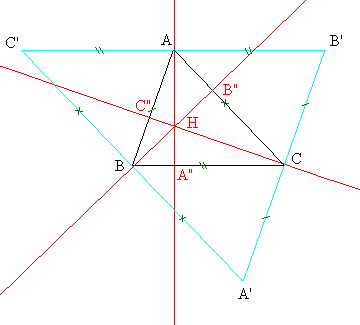

### Dowód geometryczny
Proste przechodzące przez punkty {\displaystyle A,B,C} równoległe odpowiednio do boków {\displaystyle BC,CA,AB} trójkąta {\displaystyle ABC} wyznaczają trójkąt {\displaystyle \triangle A'B'C'.}
Ponieważ {\displaystyle AB'\parallel BC} oraz {\displaystyle AB\parallel B'C,} to czworokąt {\displaystyle ABCB'} jest równoległobokiem, skąd wynika, iż {\displaystyle BC=AB'} i podobnie {\displaystyle BC=AC'.}
Zatem {\displaystyle A} jest środkiem boku {\displaystyle B'C'.} Analogicznie wykazuje się, że {\displaystyle B} jest środkiem {\displaystyle A'C',} a {\displaystyle C} środkiem {\displaystyle A'B'.} Rozpatrywane wysokości trójkąta {\displaystyle \triangle ABC} są zarazem symetralnymi boków trójkąta {\displaystyle \triangle A'B'C',} a więc przecinają się w jednym punkcie (zob. twierdzenie o symetralnych trójkąta).

### Drugi dowód geometryczny

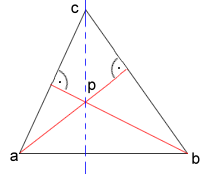

Niech {\displaystyle {\color {red}A''},{\color {red}B''}} oznaczają spodki dwóch wysokości opuszczonych odpowiednio z wierzchołków {\displaystyle A,B} trójkąta {\displaystyle ABC,} a {\displaystyle \color {red}H} – ich punkt przecięcia. Należy wykazać, że prosta {\displaystyle CH} przecinająca bok {\displaystyle AB} w punkcie {\displaystyle \color {red}C''} jest do niego prostopadła.
Na czworokącie {\displaystyle C{\color {red}A''}H{\color {red}B''}} można opisać okrąg, podobnie na czworokącie {\displaystyle {\color {red}A''}BA{\color {red}B''}.} Stąd
{\displaystyle \sphericalangle {\color {red}A''}AB=\sphericalangle B{\color {red}B''A''}=\sphericalangle HC{\color {red}A''}.}
Ponieważ {\displaystyle \sphericalangle CH{\color {red}A''}=\sphericalangle {\color {red}C''}HA,} to {\displaystyle \sphericalangle H{\color {red}A''}C=\sphericalangle H{\color {red}C''}A,} czyli {\displaystyle \sphericalangle H{\color {red}C''}A=90^{\circ }.}

### Dowód wektorowy
Lemat
Dla dowolnych czterech punktów {\displaystyle p,a,b,c} (niekoniecznie leżących we wspólnej płaszczyźnie) zachodzi tożsamość
{\displaystyle {\overrightarrow {ap}}\,{\overrightarrow {bc}}+{\overrightarrow {bp}}\,{\overrightarrow {ca}}+{\overrightarrow {cp}}\,{\overrightarrow {ab}}=0.}
Rzeczywiście, ponieważ
{\displaystyle {\overrightarrow {bc}}={\overrightarrow {bp}}+{\overrightarrow {pc}},} {\displaystyle {\overrightarrow {ca}}={\overrightarrow {cp}}+{\overrightarrow {pa}}}
oraz
{\displaystyle {\overrightarrow {ab}}={\overrightarrow {ap}}+{\overrightarrow {pb}},}
to
{\displaystyle {}\quad {\overrightarrow {ap}}({\overrightarrow {bp}}+{\overrightarrow {pc}})+{\overrightarrow {bp}}({\overrightarrow {cp}}+{\overrightarrow {pa}})+{\overrightarrow {cp}}({\overrightarrow {ap}}+{\overrightarrow {pb}})}
{\displaystyle ={\overrightarrow {ap}}\,{\overrightarrow {bp}}+{\overrightarrow {ap}}\,{\overrightarrow {pc}}+{\overrightarrow {bp}}\,{\overrightarrow {cp}}+{\overrightarrow {bp}}\,{\overrightarrow {pa}}+{\overrightarrow {cp}}\,{\overrightarrow {ap}}+{\overrightarrow {cp}}\,{\overrightarrow {pb}}}
{\displaystyle ={\overrightarrow {ap}}\,{\overrightarrow {bp}}-{\overrightarrow {ap}}\,{\overrightarrow {cp}}+{\overrightarrow {bp}}\,{\overrightarrow {cp}}-{\overrightarrow {bp}}\,{\overrightarrow {ap}}+{\overrightarrow {cp}}\,{\overrightarrow {ap}}-{\overrightarrow {cp}}\,{\overrightarrow {bp}}=0.}
Dowód
Niech {\displaystyle a,b,c} będą wierzchołkami trójkąta, a {\displaystyle p} będzie punktem przecięcia dwóch wysokości; bez straty ogólności można założyć, że są one opuszczone z wierzchołków {\displaystyle a,b.} Wówczas pierwsze dwa składniki tożsamości równe są zeru jako iloczyny skalarne wektorów ortogonalnych (prostopadłych), skąd wynika również, że i pozostały składnik jest równy zeru, a więc wektory {\displaystyle {\overrightarrow {cp}}} oraz {\displaystyle {\overrightarrow {ab}}} są ortogonalne, a więc {\displaystyle p} leży na wysokości opuszczonej z punktu {\displaystyle c.}

## Ortocentrum
Punkt przecięcia wysokości wspomniany w powyższym twierdzeniu nazywany jest ortocentrum. Wyznaczone jest ono już przez dwie z nich (co można było zaobserwować w dowodach). Ortocentrum jest również jednym z punktów wyznaczających prostą Eulera.

### Szczególne przypadki
- W trójkącie ostrokątnym jego ortocentrum leży we wnętrzu trójkąta.
- W trójkącie prostokątnym ortocentrum leży w wierzchołku jego kąta prostego.
- W trójkącie rozwartokątnym proste zawierające jego wysokości przecinają się w punkcie nienależącym do tego trójkąta.
- W trójkącie równobocznym ortocentrum pokrywa się z punktami przecięcia: dwusiecznych kątów, symetralnych boków i środkowych boków tego trójkąta (czyli odpowiednio: środkiem okręgu wpisanego w ten trójkąt, środkiem okręgu opisanego na tym trójkącie i środkiem masy trójkąta).

## Geometrie nieeuklidesowe
Zdefiniowana wyżej wysokość trójkąta oparta jest na pojęciu prostopadłości (odcinków, dwóch par punktów, półprostych, prostych itd.), które jest niezależne od wyboru geometrii stałej krzywizny. Inaczej mówiąc, jest pojęciem geometrii absolutnej rozumianej jako „część wspólna” trzech geometrii: parabolicznej (euklidesowej), eliptycznej i hiperbolicznej.
Wyżej zaprezentowane twierdzenie o przecinaniu się wysokości trójkąta obowiązuje więc nie tylko w geometrii euklidesowej, ale również w pozostałych wspomnianych geometriach. Niżej przedstawiono dowód tego twierdzenia dla sfery będącej jednym z modeli geometrii eliptycznej.

## Twierdzenie o wysokościach trójkąta sferycznego
Wysokości dowolnego trójkąta sferycznego przecinają się w jednym punkcie.
Dowód
Punkt {\displaystyle s} na sferze wyznacza wektor {\displaystyle {\vec {os}}} zaczepiony w środku sfery, będzie on oznaczany dalej symbolem {\displaystyle \mathbf {s} .} Wektor ortogonalny do płaszczyzny rozpiętej przez dwa wektory {\displaystyle \mathbf {x} ,\mathbf {y} } dany jest jako ich iloczyn wektorowy {\displaystyle \mathbf {x} \times \mathbf {y} .}
Kąt między dwiema prostymi sferycznymi, czyli okręgami wielkimi jest kątem między płaszczyznami je zawierającymi, czyli kątem między wektorami ortogonalnymi do obu tych płaszczyzn. Tak więc dla dwóch prostych wyznaczonych przez wektory {\displaystyle \mathbf {u} ,\mathbf {v} } oraz {\displaystyle \mathbf {w} ,\mathbf {z} } wystarczy zbadać zachodzenie równości
{\displaystyle (\mathbf {u} \times \mathbf {v} )(\mathbf {w} \times \mathbf {z} )=0.}
Korzystając z założeń dowodu wektorowego oraz oznaczeń tam użytych wiadomo, iż wektory {\displaystyle {\vec {ap}},{\vec {bc}}} są ortogonalne oraz {\displaystyle {\vec {bp}},{\vec {ac}}} są ortogonalne, czyli
{\displaystyle (\mathbf {a} \times \mathbf {p} )(\mathbf {b} \times \mathbf {c} )=0} oraz {\displaystyle (\mathbf {b} \times \mathbf {p} )(\mathbf {a} \times \mathbf {c} )=0.}
Ponieważ
{\displaystyle (\mathbf {c} \times \mathbf {p} )(\mathbf {a} \times \mathbf {b} )+(\mathbf {a} \times \mathbf {p} )(\mathbf {b} \times \mathbf {c} )+(\mathbf {b} \times \mathbf {p} )(\mathbf {c} \times \mathbf {a} )=0}
dla dowolnych wektorów {\displaystyle \mathbf {p} ,\mathbf {a} ,\mathbf {b} ,\mathbf {c} ,} to skoro dwa spośród trzech powyższych składników są równe zeru, to także trzeci z nich musi być równy zeru, tzn.
{\displaystyle (\mathbf {c} \times \mathbf {p} )(\mathbf {a} \times \mathbf {b} )=0,}
co oznacza, iż wektory {\displaystyle {\vec {cp}}} oraz {\displaystyle {\vec {ab}}} są ortogonalne.